# Енио Мориконе
Енио Мориконе (итал. Ennio Morricone;Рим, 10. новембар 1928 — Рим, 6. јул 2020) био је италијански композитор и диригент. Његов рани опус обухвата симфонијску и камерну музику, а углед је градио првенствено пишући музику за филм, али и за позориште и телевизију. Компоновао је и уредио партитуре за више од 500 филмских и телевизијских продукција. Мориконе се сматра једним од најутицајнијих филмских композитора са краја 1950-их. Добро је познат по својој дугорочној сарадњи са међународно признатим редитељима, као што су Серђо Леоне, Брајан де Палма, Бари Левинсон и Ђузепе Торнаторе.
Написао је својствене филмске партитуре за Леонове шпагети-вестерне: За шаку долара (1964); За долар више, 1965); Добар, лош, зао (1966), Било једном на Дивљем западу (1968) и За шаку динамита (1971). 1980-их Мориконе компонује партитуре за: хорор-филм Џона Карпентера Створ (1982); Леонеов Било једном у Америци (1984); Мисију (1986) Роланда Жофеа ; Де Палмине Несаломиве (1987) и Биоскоп Парадизо (1988) Ђузепеа Торнатореа.
Његове новије композиције укључују партитуре за: Потпуни заокрет (1997) Оливера Стоуна, Торнатореове Легенде о 1900 (1998), Малена (2000), Мисија на Марсу (2000) Брајана де Палме, Fateless (2005), Барија: капија ветрова (2009) и Подлих осам (2015) Квентина Тарантина. Енио Мориконе је добио два Гремија (Grammy Award), два Златна глобуса (Golden Globe Award) и пет награда Ентони Есквит за филмску музику од БАФТА-е у периоду од 1979–1992. Био је номинован за пет Оскара за најбољу музику, оригиналну музику у периоду од 1979–2001. Мориконе је добио Почасног Оскара у 2007. „за своје величанствене и вишестране доприносе уметности филмске музике“. Он је био други композитор који је добио ову награду послије њеног увођења 1928.

## Биографија

### Класична музика
Мориконе се родио у Риму као син Либере (Libera) и Марија (Mario) Мориконеа, џез-трубача. Образовао се на Националној академији Свете Сесилије (Accademia Nazionale di Santa Cecilia) за трубу, композицију, хорску музику, и хорско дириговање под Гофредом Петрасијем (Goffredo Petrassi), који је јако утицао на њега и коме је Мориконе посветио концертне комаде.
Мориконе није био само музички напредан. Написао је своје прве композиције кад је имао 6 година, али је смишљено охрабриван да развија овај природни таленат и обучаван је да буде спреман да преузме улоге оца, како у кући, тако и на послу.
Приморан од стране свог оца да узме трубу, он је прво отишао у Санта Сесилију да узима часове на инструменту кад је имао 9 година. Мориконе је званично ушао у конзерваторијум 1940. са 12 година, уписавши четворогодишњи програм за хармонију. Према различитим извештајима, он га је завршио или за две године или за шест месеци (приближан датум). То су биле тешке године Другог светског рата у жестоко бомбардованом „отвореном граду"; композитор је приметио да је оно што је највише упамтио тих година била глад. Многе године су проведене у учењу, дајући му изузетан ниво техничке способности да изложи своју музику. Његова искуства из рата утицала су на многе његове партитуре за филмове у том периоду.
Мориконе је наступао у Србији 14. фебруара 2009. са симфонијским оркестром „Рома симфонијета“ (итал. Roma Sinfonietta), солисткињом Сузаном Ригачи (итал. Susanna Rigacci) и академским хором „Обилић“ из Београда. Концерт је одржан у Београдској арени пред око 15.000 гледалаца, а Мориконе се три пута враћао на бис продуживши тако концерт са предвиђених 2 сата на пуна 3 сата.

## Дискографија
Мориконе је продао преко 70 милиона плоча широм света током своје каријере која је трајала преко седам деценија, укључујући 6,5 милиона албума и синглова у Француској, преко три милиона у Сједињеним Државама и више од два милиона албума у Јужној Кореји. Године 1971, композитор је добио своју прву златну плочу (disco d'oro) за продају од 1.000.000 плоча у Италији и „Targa d'Oro” (ит) за продају од 22 милиона широм света.

## Награде и признања
Мориконе је добио своју прву номинацију за Оскара 1979. за музику за Дани раја (Теренс Малик, 1978). Добио је своју другу номинацију за Оскара за The Mission. Такође је био номинован за Оскара за музику за филмове Недодирљиви (1987), Багси (1991), Малена (2000) и Мрска осморка (2016). У фебруару 2016, Мориконе је освојио своју прву такмичарску награду Оскара за музику за The Hateful Eight. Мориконе и Алекс Норт су једини композитори који су добили Почасну награду Академије од њеног увођења 1928. године. Награду је добио у фебруару 2007. године, „за свој величанствени и вишеструки допринос уметности филмске музике.“ Године 2005, Амерички филмски институт номиновао је четири филмске песме Енија Мориконеа за почасно место у AFI-јевом врху 25 најбољих америчких филмова свих времена. Његово рангирање за Мисију било је 23. место на листи 25 најбољих. Мориконе је био номинован седам пута за награду Греми. Године 2009. Академија за снимање увела је његову музику за The Good, the Bad, and the Ugly (1966) у Греми дворану стварних. Године 2010, Енио Мориконе и исландска певачица Бјорк освојили су Полар музичку награду. Полар музичка награда је највећа музичка награда у Шведској и обично је деле поп уметник и класични музичар. Основао ју је Стиг Андерсон, менаџер шведске поп групе ABBA, 1989. године. Анкета Variety од 40 најбољих актуелних филмских композитора изабрала је The Mission као највећу филмску музику свих времена.